# Гайнц Веверс
Гайнц Веверс (нім. Heinz Wewers, 27 липня 1927, Гладбек — 29 серпня 2008, Ессен) — німецький футболіст, що грав на позиції захисника за клуб «Рот-Вайс» (Ессен), а також національну збірну Німеччини. По завершенні ігрової кар'єри — тренер.

## Клубна кар'єра
У дорослому футболі дебютував 1949 року виступами за команду «Рот-Вайс» (Ессен), кольори якої і захищав протягом усієї своєї кар'єри гравця, що тривала чотирнадцять років.  Більшість часу, проведеного у складі «Рот-Вайс», був основним гравцем захисту команди. 1953 року у складі команди став володарем Кубка Німеччини, а у 1955 — виграв Оберлігу (Захід).

## Виступи за збірну
1951 року дебютував в офіційних матчах у складі національної збірної Німеччини. Протягом кар'єри у національній команді, яка тривала 8 років, провів у її формі 12 матчів, забивши 1 гол.
Був у заявці збірної на чемпіонат світу 1958 року у Швеції, де був гравцем запасу і вийшов на поле лише в останній грі своєї команди на турнірі — програному з рахунком 3:6 збірній Франції матчі за третє місце.

## Кар'єра тренера
Розпочав тренерську кар'єру, повернувшись до футболу після невеликої перерви, 1966 року, очоливши тренерський штаб рідного «Рот-Вайса» (Ессен), в якому пропрацював протягом сезону.
Помер 29 серпня 2008 року на 82-му році життя у місті Ессен.

## Титули і досягнення
- Переможець Оберліги (Захід) (1):

«Рот-Вайс» (Ессен): 1954-1955
- Володар Кубка Німеччини (1):

«Рот-Вайс» (Ессен): 1952-1953